# Liga Mayor del Distrito Federal 1936/37
Die Saison 1936/37 war die sechste Spielzeit der Liga Mayor del Distrito Federal, die seit 1931 diese Bezeichnung trug, sowie – unter der Berücksichtigung, dass der Wettbewerb in der Saison 1930/31 vorzeitig abgebrochen wurde und daher ebenso wenig als regulärer Ligawettbewerb anzusehen ist wie das im Pokalmodus ausgetragene Jubiläumsturnier Centenario 1921 – die 34. Spielzeit der in Mexiko eingeführten Fußball-Liga, die in der Anfangszeit unter dem Begriff Primera Fuerza firmierte. Stand der Wettbewerb ursprünglich Mannschaften aus allen Landesteilen offen, so war er in den 20 Jahren von 1920 bis 1940 auf Vereine aus Mexiko-Stadt begrenzt.
Meister wurde zum dritten Mal nach 1933 und 1935 der Club Necaxa, der in den 1930er Jahren die erfolgreichste mexikanische Fußballmannschaft stellte, die wegen ihrer harmonischen Spielweise den Spitznamen Los Once Hermanos (span. für Die Elf Brüder) erhielt. Die einzige Niederlage mussten die Once Hermanos am 10. Januar 1937 ausgerechnet gegen den CF Asturias hinnehmen, der am Saisonende den letzten Platz belegte und dem nur noch ein weiterer Sieg (ebenfalls 1:0) gegen den alten „spanischen Rivalen“ Real Club España gelang.
Zum Kader der Meistermannschaft der Necaxistas gehörten unter anderem die folgenden Spieler (in alphabetischer Reihenfolge): Lorenzo „Yegua“ Camarena, Horacio Casarín (einer der besten mexikanischen Fußballspieler seiner Zeit), Raúl „Pipiolo“ Estrada (Torwart), „Chamaco“ García, Hilario „Moco“ López, Julio Lores, Tomás „Poeta“ Lozano, Guillermo „Perro“ Ortega, Marcial „Ranchero“ Ortiz und Ignacio „Nacho“ Trelles, der sich nach seiner aktiven Laufbahn zum erfolgreichsten mexikanischen Fußballtrainer entwickelte.

## Spielorte
Sämtliche Begegnungen fanden in den vereinseigenen Stadien des Parque Asturias, des Parque España de la Verónica und des Parque Necaxa statt. 

## Abschlusstabelle
| Pl. | Verein           | Sp. | S | U | N | Tore    | Diff. | Punkte |
| --- | ---------------- | --- | - | - | - | ------- | ----- | ------ |
| 1.  | Club Necaxa      | 8   | 6 | 1 | 1 | 023:140 | +9    | 13:30  |
| 2.  | CF Atlante       | 8   | 4 | 1 | 3 | 020:140 | +6    | 09:70  |
| 3.  | Club América     | 8   | 2 | 3 | 3 | 013:190 | −6    | 07:90  |
| 4.  | Real Club España | 8   | 1 | 4 | 3 | 016:170 | −1    | 06:10  |
| 5.  | CF Asturias      | 8   | 2 | 1 | 5 | 016:240 | −8    | 05:11  |

## Kreuztabelle
Die Kreuztabelle stellt die Ergebnisse aller Spiele dieser Saison dar. Die Heimmannschaft ist in der linken Spalte aufgelistet und die Gastmannschaft in der obersten Reihe.
| 1936/37 | 1936/37  | NEC | ATE  | AME | ESP | AST |
| 01.     | Necaxa   |     | 2:1  | 3:2 | 4:4 | 0:1 |
| 02.     | Atlante  | 1:3 |      | 4:1 | 2:1 | 6:3 |
| 03.     | América  | 0:4 | 2:1  |     | 1:1 | 4:3 |
| 04.     | España   | 3:4 | 1:11 | 1:1 |     | 5:3 |
| 05.     | Asturias | 2:3 | 1:4  | 2:2 | 1:0 |     |

1 Die im Parque España ausgetragene Begegnung zwischen dem Real Club España und dem Club Atlante wurde wegen Zuschauerausschreitungen beim Stand von 1:1 abgebrochen und das Ergebnis in der offiziellen Wertung beibehalten.